# M2-es autóút (Magyarország)
Az M2-es autóút jelenleg megépített része Budapestet köti össze Váccal, és része az E77-es európai főútvonalnak.
Budapest és Vác-dél közötti szakaszon irányonként két forgalmi sávos.
Tervekben van az M2-es meghosszabbítása a  Vác – Rétság – Nagyoroszi – Hont útvonalon az országhatárig, ahol a szlovák R3-as autóúthoz csatlakozna.

## Története
Az autóút Budapest (M0-s autóút) és Vác-észak közötti szakaszát 1996 és 1998 között építették három szakaszban, még 2/A néven. Dunakesziig, a 2101-es út csomópontjáig irányonként elválasztott két forgalmi sávos, onnan tovább irányonként egy sávos elválasztás nélküli kapacitással. A pályát irányonként külön úttestre fejleszthetőnek építették, amit legjobban az úton átívelő felüljárókon lehetett megfigyelni, amelyek már a végleges szélességnek megfelelő nyílásokkal épültek meg. 2004-ben kapott környezetvédelmi engedélyt az irányonként két sávosra bővítésére, illetve elkészült egy tanulmányterv az autóút országhatárig történő hosszabbításáról. Benne egy „A” és egy „B” változat is szerepelt. Előbbi nyugatról, az utóbbi pedig keletről kerülné meg a Naszály hegyét.
Időközben a Budapest–Vác közötti szakaszon megnövekedett közúti forgalom indokolttá tette az autóút bővítését. A vízbázisok védelme, illetve ezzel összefüggésben a kiviteli tervek átdolgozása miatt csak 2014 után volt várható az M2-es autóút egy szakaszának gyorsforgalmi úttá, azaz irányonként két sávosra fejlesztését. Ennek oka, hogy az M2-es első 4 kilométeres szakasza a Dunakeszi mellett időközben kijelölt vízbázisokat érinti, így ezt is figyelembe kellett venni a tervezéskor. A vízbázis védelmét biztosító beavatkozások  meghatározását követően lehet átdolgozni a kész kiviteli terveket.
2017. április és 2019. október 1. között a Budapest – Vác déli (2104-es út) csomópont közötti szakasz felújításra és bővítésre került összesen 19,6 km hosszan. A kivitelező az STR+S-M2 Konzorcium (Strabag Építő Kft. – Strabag AG), a nettó kivitelezés értéke 32,975 milliárd forint volt. A 20 km-es szakaszból korábban 13,4 km irányonként egy sávos kiépítésű volt. A fejlesztés során irányonként két sávossá épült át az autóút, középen elválasztó sávval, a meglévő pályaszerkezet megerősítésével. Burkolt leállósáv és fizikai elválasztás készült végig a meglévő műtárgyak felújításával, az új pálya műtárgyainak építésével, egy vasút feletti híd átépítésével. Két új különszintű csomópontot alakítottak ki, az egyiket Dunakeszi északi részén, a másikat Sződligetnél. Fótnál félcsomópont létesült új fel- és lehajtóágak kiépítésével, megteremtették a közvetlen kapcsolatot Budapest irányába a településről. Dunakeszi mellett az M2-es autóúton jelenleg is meglévő komplex pihenő az új Dunakeszi északi csomóponttal kombinált pihenővé épült át. Az autóúton a sebesség 110 km/h.

### Vác-dél és Vác-észak csomópontok közötti szakasz
A szakasz kivitelezése Vác elkerülőjeként 1998-ban épült irányonként egy, az emelkedőkön felfelé irányban plusz egy kapaszkodósávos szakaszokkal, különszintű csomópontokkal. 2021. decemberében kihirdették, hogy a RODEN Kft. készítheti el az engedélyezési terveket nettó 1,123 milliárd forint. A tervezés során 10 km-es szakasz tervei készülnek el irányonként sávos, leállósávval kialakítással. Az átalakítás során négy meglévő különszintű csomópontot is érintett, továbbá egy új pihenőhelyet is kialakítanak.

### Nőtincs és Rétság-észak közötti szakasz
1999-ben a Nógrád Megyei Állami Közútkezelő Kht. megrendelésére az UVATERV Zrt terveket készített a várost elkerülő út nyomvonalaira. 2021. januárjában döntés született arra, hogy a tervezhető gyorsforgalmi fejlesztések közé tartozik az M2-es autóút Vác utáni folytatása Nógrád vármegye nyugati felében egészen az országhatárig. 2021. júliusában döntöttek arról, hogy a projektben a Nőtincs és Rétság-észak között mintegy 9,5 kilométer irányonként két sávos, fizikai elválasztással kiépülő út kialakításának engedélyeztetésére és megtervezésére közbeszerzést írnak ki. Az M2-es majdani határig tartó kiegészítésének első elemeként megépülő elkerülő 5 völgyhíddal létesül 330 m, 1205 m, 445 m, 450 m és 420 m hosszban. Emellett egy kétoldali pihenőhely, három különszintű csomópont – Nőtincsnél két körforgalommal, Rétság-délnél eggyel, Rétság-északnál pedig két aluljáróval – épülhet majd meg. Az útszakasz tervezőit – FŐMTERV Mérnöki Tervező Zrt., az UTIBER Kft., valamint az UNITEF'83 Zrt. – 2021. decemberében kiválasztották.

### Drégelypalánk pihenőhely
2021. decemberében a RODEN Mérnöki Iroda nyerte el a Drégelypalánknál létrejövő komplex pihenőhely tervezésének lehetőségét.

## Díjfizetés
A 37/2007. (III.26.) GKM rendelet 2015. január 1-i módosítása alapján az M2-es autóút használata teljes hosszában díjköteles, országos vagy Pest vármegyei e-matricával vehető igénybe.